# Scenopinus lunulanotafrons
Scenopinus lunulanotafrons är en tvåvingeart som beskrevs av Kelsey 1971. Scenopinus lunulanotafrons ingår i släktet Scenopinus och familjen fönsterflugor. Inga underarter finns listade i Catalogue of Life.